# Nelling
Nelling (deutsch Nellingen) ist eine französische Gemeinde mit 262 Einwohnern (Stand 1. Januar 2022) im Département Moselle in der Region Grand Est (bis 2015 Lothringen). Sie gehört zum Arrondissement Sarreguemines.

## Geografie
Die Gemeinde liegt etwa 20 Kilometer südlich von Forbach.
Nordöstlich im Gemeindeareal befindet sich der Ortsteil Petit Rohrbach.

## Geschichte
Der Ort wurde erstmals 1751 als Nellingen erwähnt.
EMit dem silbernen Balken auf rotem Grund im Gemeindewappens wird an die Zugehörigkeit zur Kastellanei von Marimont erinnert; die gestielte Lilie ist das Symbol des Heiligen Antonius von Padua, dem Schutzpatron der Kirchengemeinde.

### Bevölkerungsentwicklung
| Jahr      | 1962 | 1968 | 1975 | 1982 | 1990 | 1999 | 2006 | 2019 |
| Einwohner | 223  | 224  | 210  | 233  | 235  | 238  | 285  | 263  |

## Sehenswürdigkeiten
- Kirche Saint-Antoine de Padoue von 1740
- Kapelle Saint-Luc in Petit Rohrbach

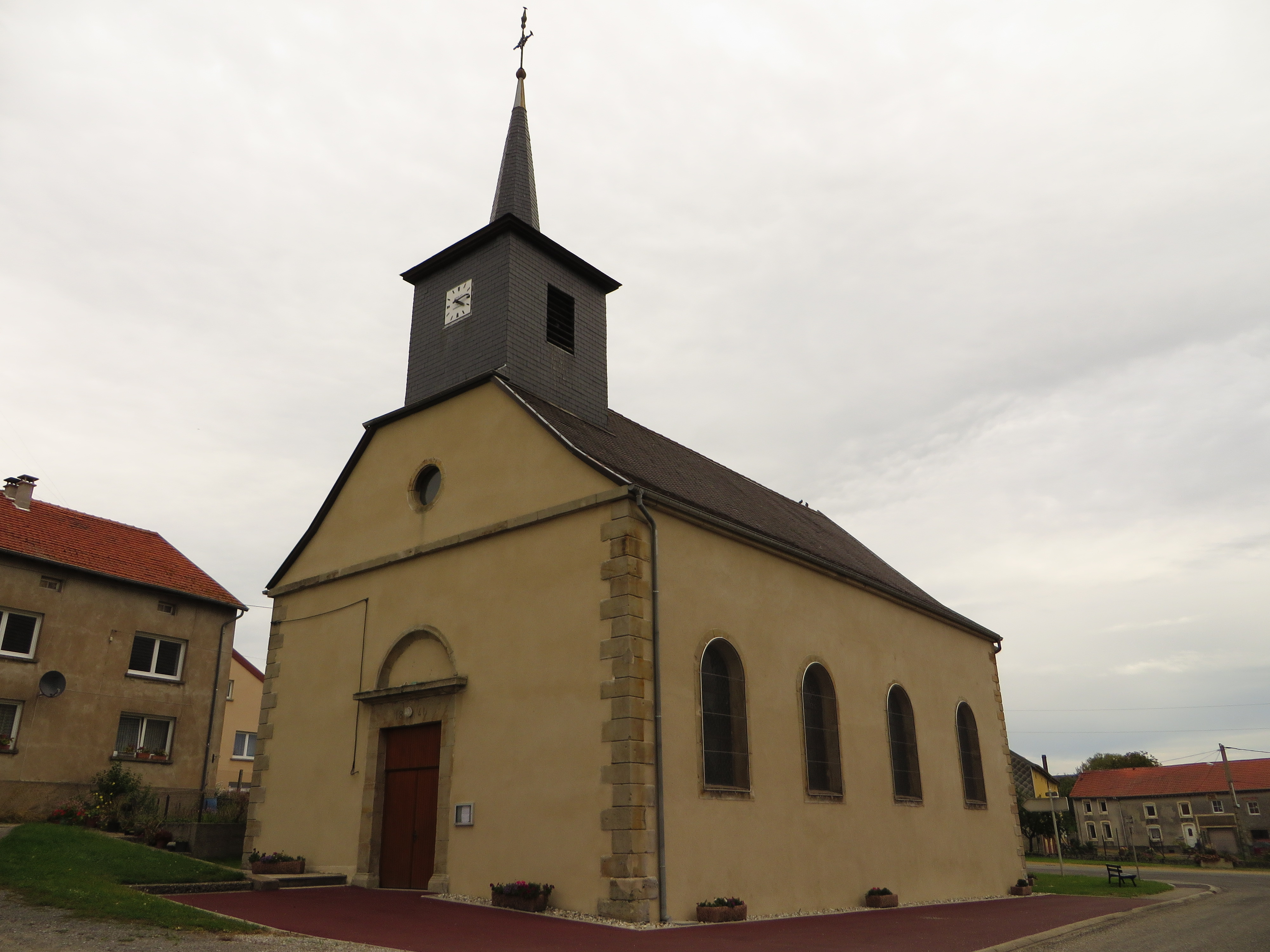
Kirche St. Antonius
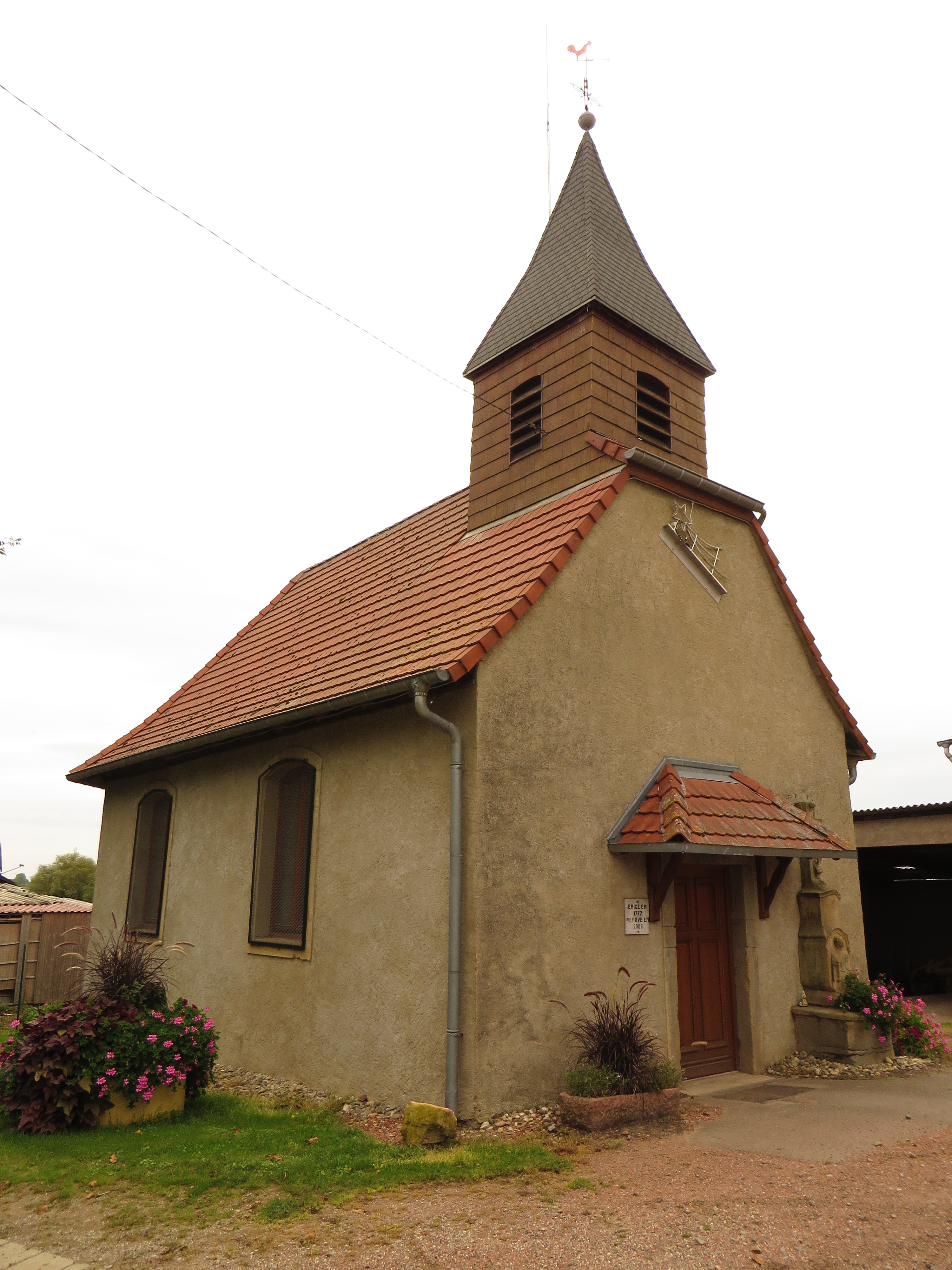
Kapelle St. Lukas im Ortsteil Petit Rohrbach

## Belege
1. ↑  Wappenbeschreibung auf genealogie-lorraine.fr (französisch)